# Udren Zom
L'Udren Zom és, amb 7.140 msnm, una de les muntanyes més altes de la gran serralada de l'Hindu Kush i, alhora, de les més altes situades fora de l'Himàlaia o el Karakoram. Es troba a la província pakistanesa de Khyber Pakhtunkhwa, molt a prop de la frontera amb l'Afganistan.

## Ascensions
La primera ascensió del cim principal va tenir lloc el 19 d'agost de 1964 per part dels austríacs Gerald Gruber i Rudolph Pischinger. El 22 d'agost Horst Schindelbacher també va fer el cim.